# Jenna Ortega
Jenna Marie Ortega (Coachella Valley, 27 settembre 2002) è un'attrice statunitense.

Firma di Jenna Ortega

È nota per aver interpretato Harley Diaz nella serie Disney Channel Harley in mezzo (2016-2018), Ellie Alves nella serie You (2019) e Tara Carpenter nei film horror Scream (2022) e Scream VI (2023). Ha poi raggiunto la fama a livello mondiale interpretando Mercoledì Addams nella serie televisiva Mercoledì su Netflix nel 2022, grazie alla quale si è aggiudicata un Critics Choice Super Award e ha ricevuto una candidatura al Golden Globe come migliore attrice in una serie commedia o musicale, allo Screen Actors Guild Award come migliore attrice in una serie commedia e al Premio Emmy come migliore attrice in una serie commedia. Ha inoltre doppiato il personaggio di Brooklynn nella serie animata Jurassic World - Nuove avventure (2020-2022).

## Biografia
Jenna Marie Ortega nasce il 27 settembre 2002 nella Coachella Valley, in California, quarta dei sei figli concepiti da Edward, facoltoso imprenditore di origini messicane, e Natalie Ortega, infermiera portoricana. Nel 2008, all'età di sei anni, Jenna inizia a coltivare il suo interesse per la recitazione e, con l'aiuto degli agenti di suo padre, due anni più tardi partecipa alle prime audizioni che le danno la possibilità di figurare come comparsa in diverse serie televisive e film cinematografici.
Jenna Ortega esordisce nel 2012, prendendo parte al sesto episodio della prima stagione della serie televisiva Rob, The Baby Bug, cui fa seguito nello stesso anno un'apparizione nel ruolo di Aimee Moore nella quarta puntata della nona stagione di CSI: NY, Senza parole (Unspoken). Nel 2013 fa il suo debutto cinematografico interpretando la figlia del vice-presidente degli Stati Uniti Rodriguez (Miguel Ferrer) nel settimo film del Marvel Cinematic Universe diretto da Shane Black, Iron Man 3, e, nello stesso anno e sempre in un ruolo secondario, recita anche nell'horror Oltre i confini del male - Insidious 2, nei panni di Annie. Nello stesso anno interpreta una bambina nella soap opera Il tempo della nostra vita. Nel 2014 viene scelta per il ruolo Zeo Leon nella serie di breve durata Rake, ottenendo peraltro un ruolo ricorrente come Jane da bambina in Jane the Virgin, per tutta la durata della serie. Nel 2015, Jenna Ortega entra a far parte del cast principale della serie di Netflix Richie Rich, interpretando Darcy, la migliore amica di Richie.
Dal 2016 al 2018, la Ortega ottiene il suo primo ruolo da protagonista nella sitcom di Disney Channel Harley in mezzo, in cui impersona il personaggio di Harley Diaz, in virtù del quale riceve una candidatura agli Imagen Awards nel 2016, una vittoria nel 2018, e una seconda candidatura nel 2019. Nello stesso anno, si unisce al cast della serie Disney di Elena di Avalor, doppiando la principessa Isabel. Questo ruolo le vale un'altra candidatura agli Imagen Awards nel 2019.

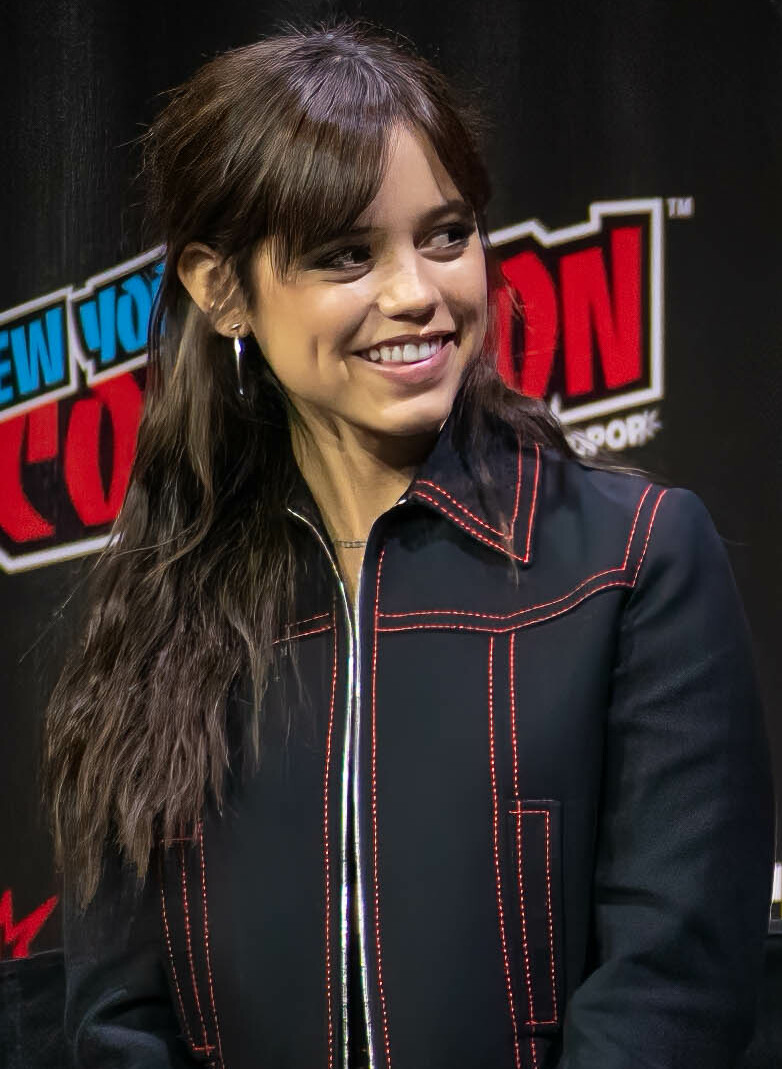
Jenna Ortega al New York ComicCon dell'ottobre 2022

Nel gennaio 2019, la Ortega viene scelta per il ruolo di Ellie Alves nella seconda stagione della serie thriller You di Netflix, pubblicata il 26 dicembre 2019. Successivamente è protagonista nel film commedia Yes Day, uscito nel 2020. Nell'ottobre 2019, la Ortega viene scelta per recitare nel film horror di Netflix La babysitter - Killer Queen.
Ad agosto 2020 inizia a girare il teen drama La vita dopo - The Fallout (The Fallout), di cui è protagonista nel ruolo di Vada Cavell. Nello stesso anno si unisce anche al cast di Scream, diretto da Matt Bettinelli-Olpin e Tyler Gillett e distribuito nelle sale cinematografiche il 14 gennaio 2022, in cui vi interpreta il personaggio di Tara Carpenter. Il 5 gennaio 2021 pubblica per la Random House il suo primo libro autobiografico It's All Love. Reflections for Your Heart & Soul, in cui riflette sulla sua vita tra Hollywood e la sua città natale Coachella Valley, su tutte le lezioni che ha appreso e sull’importanza della salute mentale.
Il 19 maggio dello stesso anno viene annunciata la sua partecipazione nel ruolo della protagonista Mercoledì Addams, alla serie di Netflix co-prodotta da Tim Burton, Mercoledì, parte del franchise della famiglia Addams. Le riprese della serie sono iniziate il 13 settembre 2021 a Bucarest, in Romania, e si sono concluse il 30 marzo dell'anno successivo nella città di Bușteni, nei Carpazi meridionali, in Romania. Per prepararsi al suo ruolo, Jenna Ortega ha imparato a suonare il violoncello e ha preso lezioni di canoa, scherma, tiro con l'arco e di tedesco. E ha anche evitato di discutere con Christina Ricci del personaggio, al fine di ottenere un'interpretazione più personale e originale. Per Jenna Ortega, le riprese sono state estenuanti anche se ha commentato che è stato "il lavoro più gratificante che abbia mai fatto", a causa del programma di riprese accelerato della produzione. Ha inoltre coreografato lei stessa la sequenza del quarto episodio in cui danza sul brano Goo Goo Muck dei Cramps, ispirandosi a Siouxsie Sioux, Bob Fosse e ai filmati di discoteche gotiche degli anni ottanta. L'interpretazione di Jenna Ortega nella serie è stata elogiata dalla critica che l'ha definita "carismatica"; "fuori dalla caricatura del personaggio per mantenere le cose vivaci"; apprezzandone l'umorismo impassibile.
Nel 2023 torna a lavorare con il regista Tim Burton prendendo parte alle riprese nel Hertfordshire, nel Regno Unito, del film Beetlejuice Beetlejuice, sequel del film Beetlejuice - Spiritello porcello del 1988, sempre diretto da Tim Burton e la cui uscita è prevista nel settembre 2024. Nel film Jenna Ortega vi interpreta il personaggio della figlia di Lydia Deetz (Winona Ryder), già coinvolta nelle disavventure con lo spirito di Beetlejuice (Michael Keaton). Al fianco degli attori Ryder, Keaton, Ortega e Catherine O'Hara, nel film vi figureranno anche l'attuale compagna di Tim Burton, Monica Bellucci, e gli attori Willem Dafoe e Justin Theroux, mentre non ritorneranno nel sequel Alec Baldwin e Geena Davis.
Nello stesso anno riprende il ruolo di Tara Carpenter nel franchise di Scream, nella sesta pellicola della serie, Scream VI, sempre diretta dal duo Bettinelli-Olpin/Gillett. Grazie al successo ottenuto con la serie televisiva Mercoledì e ad altri ruoli recenti, e rispetto al precedente episodio della saga, il personaggio interpretato da Jenna Ortega assume in questa pellicola un ruolo di primo piano al fianco di quello di Gale Weathers, interpretato da Courteney Cox, divenendone, nella finzione, a tutti gli effetti la rivale, e contendendone il ruolo di star della pellicola. Il 22 novembre 2023 annuncia il suo ritiro dal franchise Scream.
Nel 2024 compare nel film, diretto da Jade Halley Bartlett, Miller's Girl, dove interpreta la protagonista, Cairo Sweet, un'ambiziosa scrittrice diciottenne che flirta con il proprio insegnante di scrittura, il professor Jonathan Miller (Martin Freeman), innamoratosi di lei, scrivendo un racconto dove lascia intendere che tra i due vi sia stata una relazione. Nel 2025 compare nel film fantasy Death of a Unicorn, diretto da Alex Scharfman, di cui è anche produttrice esecutiva assieme al co-protagonista Paul Rudd. Sempre nel 2025 viene distribuito anche il film Hurry Up Tomorrow, diretto da Trey Edward Shults e in cui Jenna Ortega vi interpreta una fan stalker del cantante The Weeknd.

## Vita privata
Nel 2016, all'età di 13 anni, Jenna Ortega si è dichiarata sostenitrice della campagna Pride Over Prejudice, promotrice dei diritti e dell'accettazione della comunità LGBT. Sempre nel 2016, la Ortega si è inoltre dichiarata contraria alle ideologie discriminatorie e anti-immigrazione di Donald Trump.
Nel 2019 Jenna Ortega è apparsa a numerosi concerti del WE Day negli Stati Uniti e in Canada a beneficio di WE Charity.
Nel 2022 attraverso i propri social mostra solidarietà ai popoli in guerra, citando anche il popolo palestinese. In un successivo tweet chiede la "decolonizzazione della Palestina".

## Filmografia

### Attrice

#### Cinema
- Iron Man 3, regia di Shane Black (2013)
- Oltre i confini del male - Insidious 2 (Insidious: Chapter 2), regia di James Wan (2013)
- Piccole canaglie alla riscossa (The Little Rascals Save the Day), regia di Alex Zamm - direct-to-video (2014)
- Young Love, regia di Jacob Michael Keller – cortometraggio (2014)
- After Words, regia di Juan Feldman (2015)
- Padri e figlie, regia di Gabriele Muccino (2015)
- Colgate Kids presents No More Nasties with Jenna Ortega – cortometraggio direct-to-video (2017)
- In viaggio con Flora (Saving Flora), regia di Mark Drury Taylor (2018)
- Girl Code, regia di Julie Bowen – cortometraggio (2019)
- Wyrm, regia di Christopher Winterbauer (2019)
- La babysitter - Killer Queen (The Babysitter: Killer Queen), regia di McG (2020)
- Yes Day, regia di Miguel Arteta (2021)
- La vita dopo - The Fallout (The Fallout), regia di Megan Park (2021)
- Scream, regia di Matt Bettinelli-Olpin e Tyler Gillett (2022)
- Studio 666, regia di Bj Mcdonnell (2022)
- X: A Sexy Horror Story (X), regia di Ti West (2022)
- American Carnage, regia di Diego Hallivis (2022)
- Scream VI, regia di Matt Bettinelli-Olpin e Tyler Gillett (2023)
- Finestkind, regia di Brian Helgeland (2023)
- Miller's Girl, regia di Jade Halley Bartlett (2024)
- Beetlejuice Beetlejuice, regia di Tim Burton (2024)
- Winter Spring Summer or Fall, regia di Tiffany Paulsen (2024)
- Death of a Unicorn, regia di Alex Sharfman (2025)
- Hurry Up Tomorrow, regia di Trey Edward Shults (2025)

#### Televisione
- Rob – serie TV, episodio 1x06 (2012)
- CSI: NY – serie TV, episodio 9x04 (2012)
- Il tempo della nostra vita (Days of Our Lives) – serie TV, episodio 12062 (2013)
- Deadtime Stories, regia di David Hillenbrand e Scott Hillenbrand – miniserie TV (2013)
- Rake – serie TV, 7 episodi (2014)
- Know It All Nina – serie TV, episodi sconosciuti (2014)
- AwesomenessTV – serie TV, episodio 2x08 (2014)
- The Cookie Mobster, regia di Kevin Connor – film TV (2014)
- Jane the Virgin – serie TV, 30 episodi (2014-2019)
- Richie Rich – serie TV, 21 episodi (2015)
- The Massively Mixed-Up Middle School Mystery, regia Will Eisenberg – film TV (2015)
- Harley in mezzo (Stuck in the Middle) – serie TV, 57 episodi (2016-2018)
- Bizaardvark – serie TV, episodio 2x18 (2018)
- Disney Channel Stars: Legendary – cortometraggio TV (2018)
- Man of the House, regia di Richie Keen – film TV (2018)
- You – serie TV, 10 episodi (2019)
- Home Movie: The Princess Bride, regia di Jason Reitman – miniserie TV (2020)
- Mercoledì (Wednesday) – serie TV, 12 episodi (2022-2025) - Mercoledì Addams

#### Videoclip
- Jacob Sartorius Chapstick, regia di Nathan Crooker (2017)
- Sabrina Carpenter Taste, regia di Dave Meyers (2024)

### Doppiatrice
- OMG! – serie animata, episodio 1x11 (2014)
- Over the Garden Wall - Avventura nella foresta dei misteri (Over the Garden Wall), regia di Nick Cross e Nate Cash – miniserie animata, episodio 1x08 (2014)
- Elena e il segreto di Avalor (Elena and the Secret of Avalor) – film TV (2016)
- Elena di Avalor (Elena of Avalor) – serie animata, 39 episodi (2016-2020)
- Elena of Avalor: Adventures in Vallestrella, regia di Elliot M. Bour e Craig Gerber – miniserie animata, 5 episodi (2017)
- Elena of Avalor: Discovering the Magic Within, regia di Elliot M. Bour – miniserie animata, episodio 1x05 (2019)
- I Greens in città (Big City Greens) – serie animata, 5 episodi (2019-2022)
- Jurassic World - Nuove avventure (Jurassic World: Camp Cretaceous) – serie animata, 49 episodi (2020-2022)

### Produttrice
- Winter Spring Summer or Fall, regia di Tiffany Paulsen (2024)
- Death of a Unicorn, regia di Alex Scharfman (2025)

## Libri
- (EN) It's All Love. Reflections for Your Heart & Soul, New York, Random House, 2021, ISBN 0593174577.

## Riconoscimenti
- Golden Globe
  - 2023 – Candidatura alla miglior attrice in una serie commedia o musicale per Mercoledì[5][18]
- Fright Meter Awards
  - 2014 – Candidatura alla miglior interpretazione del cast per Insidious: Chapter 2[1]
- Hollywood Critics Association Midseason Awards
  - 2022 – Candidatura come miglior attrice per The Fallout
- Premio Emmy
  - 2023 – Candidatura alla migliore attrice protagonista in una serie commedia per Mercoledì[43]
- Imagen Awards
  - 2016 – Candidatura al miglior giovane attore – televisione per Stuck in the Middle[1]
  - 2018 – Miglior programma per bambini per Elena of Avalor[1]
  - 2019 – Candidatura al miglior giovane attore – televisione per Stuck in the Middle[1][13]
  - 2019 – Candidatura al miglior giovane attore – televisione per Elena of Avalor[1][13]
  - 2021 – Candidatura al miglior attrice – cinema per Yes Day
- International Online Cinema Awards
  - 2015 – Candidatura al miglior cast in una serie commedia per Jane the Virgin
- Kids' Choice Award
  - 2023 – Candidatura alla star televisiva femminile preferita (per la famiglia)
- MTV Movie & TV Awards
  - 2022 – Interpretazione più spaventosa per Scream[1][44]
  - 2023 – Miglior performance in uno show per Mercoledì
- Screen Actors Guild Award
  - 2023 - Candidatura alla migliore attrice in una serie commedia per Mercoledì
- Southampton International Film Festival
  - 2018 – Candidatura alla miglior attrice protagonista in un lungometraggio per Saving Flora
- Saturn Award
  - 2024 – Miglior giovane attore in una serie televisiva per Mercoledì[45]
  - 2025 – Miglior giovane attore per Beetlejuice Beetlejuice[46]

## Doppiatrici italiane
Nelle versioni in italiano delle opere in cui ha recitato, Jenna Ortega è stata doppiata da:
- Chiara Fabiano in Jane the Virgin, Yes Day, Scream, X: A Sexy Horror Story, Mercoledì, Scream VI, American Carnage, Finestkind, Miller's Girl, Beetlejuice Beetlejuice, Death of a Unicorn, Hurry Up Tomorrow
- Giorgia Ionica in Rake
- Arianna Vignoli in Harley in mezzo
- Luna Iansante in In viaggio con Flora
- Ginevra Pucci in You
- Benedetta Gravina ne La babysitter - Killer Queen
- Vittoria Bartolomei ne La vita dopo - The Fallout

Da doppiatrice è sostituita da:
- Arianna Vignoli in Elena e il segreto di Avalor, Elena di Avalor
- Chiara Fabiano in Jurassic World - Nuove avventure